# Hauteville-Lompnes
Hauteville-Lompnes – miejscowość i dawna gmina we Francji, w regionie Owernia-Rodan-Alpy, w departamencie Ain. W 2013 roku populacja ówczesnej gminy wynosiła 4067 mieszkańców. 
W dniu 1 stycznia 2019 roku z połączenia czterech ówczesnych gmin – Cormaranche-en-Bugey, Hauteville-Lompnes, Hostiaz oraz Thézillieu – powstała nowa gmina Plateau d'Hauteville. Siedzibą gminy została miejscowość Hauteville-Lompnes. 